# Ruppia maritima
Rupelle maritime, Ruppie maritime
Espèce
Synonymes
- Ruppia aragonensis Loscos
- Ruppia brachypus J. Gay
- Ruppia maritma L. subspecies rostellata (Koch) Asch.
- Ruppia maritma subspecies rostrata C.
- Ruppia rostellata Koch in Rchb.
- Ruppia rostellata Koch in Rchb.
- Ruppia zosteroides (Lojac.) Gillett

Statut de conservation UICN

 LC  : Préoccupation mineure
La Rupelle maritime ou Ruppie maritime, Ruppia maritima, est une plante aquatique de la famille des Ruppiaceae.

## Liste des sous-espèces et variétés
Selon Tropicos (5 juin 2014) (Attention liste brute contenant possiblement des synonymes) :
- sous-espèce Ruppia maritima proles brevirostris (C. Agardh) Graebn.
- sous-espèce Ruppia maritima proles curvicarpa (A. Nelson) Graebn.
- sous-espèce Ruppia maritima proles drepanensis (Tineo) Graebn.
- sous-espèce Ruppia maritima subsp. brachypus Schlegel
- sous-espèce Ruppia maritima subsp. brevirostris C. Agardh
- sous-espèce Ruppia maritima subsp. drepanensis (Tineo) Maire & Weiller
- sous-espèce Ruppia maritima subsp. intermedia (C.G.H. Thed.) Piper & Beattie
- sous-espèce Ruppia maritima subsp. maritima
- sous-espèce Ruppia maritima subsp. obliqua Á. Löve & D. Löve
- sous-espèce Ruppia maritima subsp. rostellata (W.D.J. Koch ex Rchb.) Asch. & Graebn.
- sous-espèce Ruppia maritima subsp. rostrata (J. Agardh) Piper & Beattie
- sous-espèce Ruppia maritima subsp. spiralis (L. ex Dumort.) Asch. & Graebn.
- variété Ruppia maritima var. brachypus (Gay.) Garcke
- variété Ruppia maritima var. breinrostris Asch. & Graebn.
- variété Ruppia maritima var. brevirostris (C. Agardh) Asch. & Graebn.
- variété Ruppia maritima var. curvicarpa (A. Nelson) Fernald & Wiegand
- variété Ruppia maritima var. drepanensis (Tineo) K. Schum.
- variété Ruppia maritima var. exigua Fernald & Wiegand
- variété Ruppia maritima var. floridana Graebn.
- variété Ruppia maritima var. intermedia Asch. & Graebn.
- variété Ruppia maritima var. japonica H. Hara
- variété Ruppia maritima var. longipes Hagstr.
- variété Ruppia maritima var. maritima
- variété Ruppia maritima var. minor Mert. & W.D.J. Koch
- variété Ruppia maritima var. obliqua Asch. & Graebn.
- variété Ruppia maritima var. occidentalis Graebn.
- variété Ruppia maritima var. onondagensis Fernald & Wiegand
- variété Ruppia maritima var. pacifica H. St. John & Fosberg
- variété Ruppia maritima var. pedunculata Hartm. ex Ledeb.
- variété Ruppia maritima var. recta Moris
- variété Ruppia maritima var. rostellata Asch. & Graebn.
- variété Ruppia maritima var. rostrata J. Agardh
- variété Ruppia maritima var. spiralis (L. ex Dumort.) Moris
- variété Ruppia maritima var. subcapitata Fernald & Wiegand